# Ignatie al IV-lea Hazim
Ignatie al IV-lea (Hazim) al Antiohiei și al întregului Răsărit, pe numele real Habib Hazim, (în arabă إغناطبوس الرابع هزيم، بطريرك أنطاكيا وسائر المشرق; n. 4 aprilie 1920, Mhardeh, Subdistrictul Mhardeh, Guvernoratul Hama, Siria – d. 5 decembrie 2012, Beirut, Liban) a fost patriarhul Bisericii autocefale a Antiohiei din 1979 până la moartea sa.

## Biografie
A provenit dintr-o familie de creștini arabi din regiunea Hama și din copilărie s-a aflat în slujba bisericii. A studiat literatura în Beirut și din 1945 teologia la Institutul St. Serge din Paris. După reîntoarcerea în Liban a înființat și condus seminarul teologic de la Mănăstirea Balamand. În 1961 a fost hirotonit episcop al eparhiei Latakia, iar în 1970 a fost numit mitropolit. Din 2 iulie 1979 a păstorit până la moarte patriarhia Antiohiei, fiind considerat cel de-al 170 urmaș al Sfântului Petru.
Patriarhul Ignatie al IV-lea a încercat în timpul păstoririi sale să întărească creștinismul din Liban. În viața bisericii a pus un accent deosebit pe deasa împărtășire a credincioșilor.
Patriarhul Ignatie a susținut proiectele ecumenice din programul Dreptate și pace uși a fost un membru activ al Conferinței Creștine pentru Pace.